# Nikolaus Rüdinger

Nikolaus Rüdinger (1832–1896)

Nikolaus Rüdinger (* 25. März 1832 in Erbes-Büdesheim (Rheinhessen); † 25. August 1896 in Tutzing am Starnberger See) war ein deutscher Anatom und Universitätsprofessor in München.

## Kindheit und Jugend
Nikolaus Rüdinger war letztes von zwölf Kindern des Landwirts und Fleischers Andreas Rüdinger und seiner Ehefrau Elisabeth, geb. Schidder. Er wuchs in einfachen Verhältnissen auf und wurde durch den Tod des Vaters bereits mit drei Jahren Halbwaise. Zunächst besuchte er die Dorfschule seines Heimatortes. Da seiner Mutter aber die Mittel fehlten, um ihn auf eine weiterführende Schule zu schicken, erhielt er anschließend durch den örtlichen katholischen Pfarrer Jacobus Böhm privaten Unterricht in den Gymnasialfächern. Früh schon begeisterte er sich für den Arztberuf, doch ein Medizinstudium war für die Familie erst recht nicht zu finanzieren. So begann er mit 14 Jahren auf eigenen Wunsch die Lehre bei einem Alzeyer Barbier.

## Ausbildung in Heidelberg und Entdeckung in Gießen (1850–1855)
1850 wurde Rüdinger schließlich Barbiergehilfe in Heidelberg. An der dortigen Ruprecht-Karls-Universität war es seit längerer Zeit üblich, dass Barbiere bzw. Bader anatomische und chirurgische Vorlesungen hörten, um schließlich die Prüfung als Wundarzt zu absolvieren und die Laufbahn der niederen Chirurgie einzuschlagen. Diese Möglichkeit nutzte auch der achtzehnjährige Rüdinger für ein Semester. Dann ermöglichte ihm jedoch eine Erbschaft infolge des Todes seiner Mutter ein reguläres vierjähriges Studium der Medizin in Heidelberg. So konnte er unter Jakob Henle und Friedrich Arnold umfangreiche Kenntnisse der Anatomie des menschlichen Körpers erwerben.
Im Herbst 1854 legte er an der Ludwigs-Universität in Gießen den anatomischen Teil der Staatsprüfung für Wundärzte ab. Dabei blieben seine Wissbegier und seine außergewöhnliche Begabung für die medizinische Präparation auch Theodor von Bischoff nicht verborgen. Vor dem Hintergrund des damaligen Krimkrieges (1853–56) beabsichtigte Rüdinger, dem Russischen Reich seine Dienste als Militärarzt anzubieten. Nach dem Besuch mehrerer Gießener Kliniken im Winter 1854/55 meldete er sich hier mangels entsprechender Schulzeugnisse als vermeintlich „Fremder“ zum Doktorexamen. Tatsächlich gelang es ihm, am 12. April 1855 in Gießen ohne das Vorliegen einer gedruckten Dissertation zum Doctor medicinae extraneus in Medizin, Chirurgie und Geburtshilfe promoviert zu werden. Seinen ursprünglichen Plan, nach Russland auszuwandern, verwarf er jedoch, da von Bischoff ihm eine Stelle als sein Privatassistent offerierte.

## Leben und Wirken in München (1855–1896)
Rüdinger entschied sich für dieses Angebot, brach die wundärztliche Prüfung ab und begleitete von Bischoff, als dieser am 26. April 1855 der Berufung nach München folgte. Hier war der Privatassistent ab dem 15. Mai 1855 bereits als Prosektor an der anatomischen Anstalt der Ludwig-Maximilians-Universität tätig. In den folgenden Jahren schuf er eine beachtenswerte Sammlung anatomischer Präparate und half beim praktischen Unterricht im Sektionssaal. Gleichzeitig verfasste und publizierte er erste wissenschaftliche Arbeiten. Hierauf gestützt, ersuchte er am 10. Dezember 1857 auf direktem Weg König Maximilian II. Joseph „unter Dispens von der Vorlage eines Maturitätszeugnisses und unter Entbindung von der ärztlichen Staatsprüfung in Bayern“ um seine Zulassung zur Habilitation als Privatdozent. Seinem Anliegen wurde jedoch nach Anhörung der zuständigen Instanzen (Senat und medizinische Fakultät der Münchener Universität) aufgrund seiner mangelnden Schulbildung, seinem Werdegang als Barbier, der Umstände seiner Promotion in Gießen und offenbar auch da er kein gebürtiger Bayer war, nicht entsprochen. Daher bereitete er sich nun mit der Unterstützung von Bischoffs in seiner Freizeit durch Privatunterricht auf die Abiturprüfung vor, die er im Oktober 1858 in Darmstadt mit gutem Erfolg bestand. Nun stand ihm die akademische Laufbahn offen. Ein weiteres Zulassungsgesuch zur Habilitation vom 10. November desselben Jahres, in dem er nun auch darum bat, bei Notwendigkeit die ärztliche Staatsprüfung in Erlangen ablegen zu dürfen, zog er dennoch wegen dessen Aussichtslosigkeit zurück.
In den folgenden Jahren erwarb sich Rüdinger durch eine Reihe von erfolgreichen und viel beachteten Publikationen auf seinem Gebiet große Anerkennung in der Fachwelt. Auf Vorschlag seines Mentors von Bischoff und mit Befürwortung des General-Konservators Justus von Liebig wurde er schließlich am 3. Januar 1863 durch königlichen Erlass zum Adjunkten der anatomischen Anstalt ernannt und in seiner Funktion als Prosektor bestätigt. Er erhielt ein Gehalt von 900 Gulden. Obwohl er nun den Präparierunterricht im Wesentlichen leitete und von Bischoff ihm das Abhalten eigener Repetitorien und Kurse in der Anstalt gestattete, bemühte sich Rüdinger weiterhin um seine Aufnahme in den Lehrkörper der Universität. Ein drittes Gesuch um Zulassung zur Habilitation vom 1. Januar 1863, dem er seine von prominenter Seite (Henle und Hyrtl) günstig beurteilte Abhandlung Über die Verbreitung des Sympathicus in der animalen Röhre, dem Rückenmark und Gehirn als Habilitationsschrift beifügte, scheiterte am Votum von Senat und Ministerium. Auch sein viertes und letztes Gesuch vom 28. Juni 1864 blieb erfolglos.

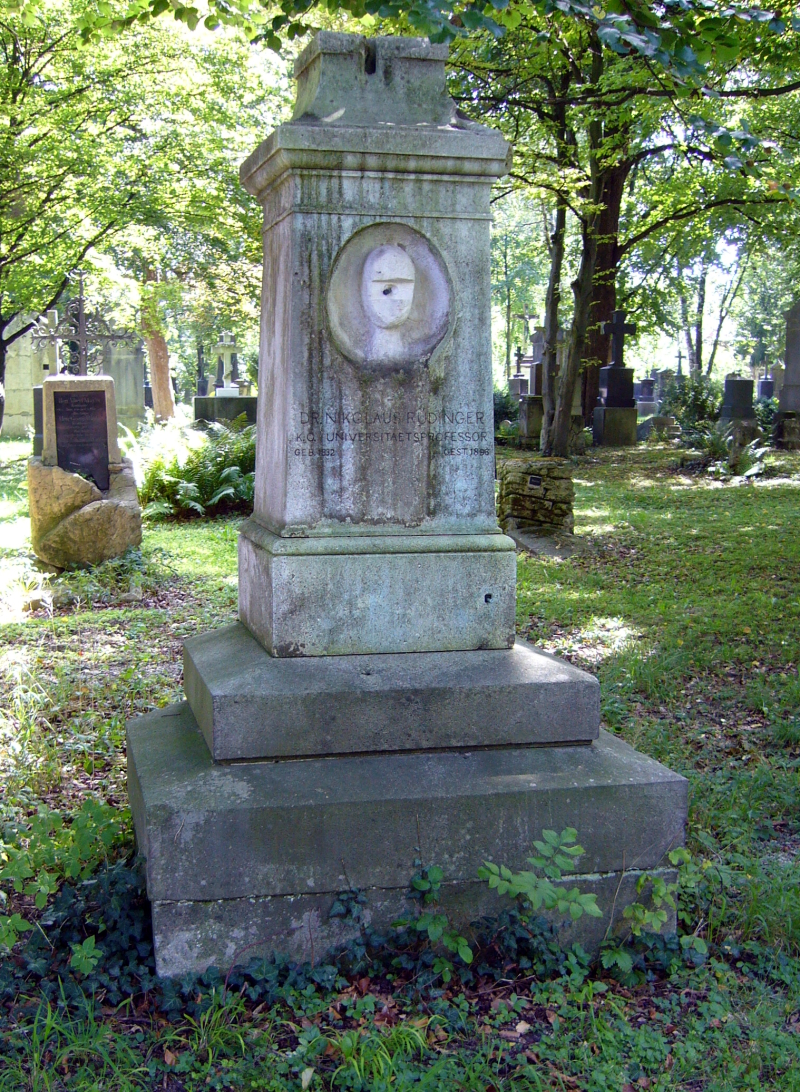
Grabstätte von Rüdinger in München

Am 2. Juni 1868 ergriff von Liebig die Initiative und regte bei dem zuständigen Minister die Ernennung Rüdingers zum außerordentlichen Professor (Extraordinarius) an. Letztlich konnten sich die Gremien auf die Verleihung des Titels und der Stellung eines Honorarprofessors in der medizinischen Fakultät einigen, die am 30. August 1868 erfolgte. Anfang 1870 wurde Rüdinger dann direkt von König Ludwig II. zum Extraordinarius ernannt. Während des Deutsch-Französischen Krieges 1870/71 war er chirurgisch tätig und erhielt mehrere militärische Auszeichnungen. Nach der Pensionierung von Bischoffs 1878 wurde Rüdinger übergangsweise mit der Lehre beauftragt. Im Sommer 1880 kam Karl Wilhelm von Kupffer von Königsberg nach München. Der Lehrstuhl wurde geteilt und Rüdinger nun zum ordentlichen Professor für Anatomie und zweiten Konservator der anatomischen Anstalt ernannt. Als Kollege von Kupffers (mikroskopische Anatomie, Embryologie) lehrte er in den folgenden sechzehn Jahren die deskriptive und topografische makroskopische Anatomie und unterrichtete die Studenten bei den Präparierübungen. 1883 wurde er zum außerordentlichen Mitglied der Königlich bayerischen Akademie der Wissenschaften gewählt (ab 1888 ordentliches Mitglied). Im Jahr darauf erfolgte seine Aufnahme in die Deutsche Akademie der Naturforscher Leopoldina. Im Wintersemester 1889/90 und im Sommersemester 1890 war er Dekan der medizinischen Fakultät.
Seit 1860 war Rüdinger mit Auguste Ruhwandl, Tochter eines Münchener Rechtsanwalts, verheiratet. Aus der Ehe gingen die Tochter Maria Magdalena Auguste (* 1861; spätere Mutter des Dirigenten und Komponisten Franz von Hoeßlin) sowie die beiden Söhne Maximilian (* 1864) und Hermann (* 1870) hervor.
Rüdinger starb am 25. August 1896 nach kurzem Krankenlager in seinem Sommerdomizil in Tutzing am Starnberger See infolge einer Appendizitis. Auch sein eigener Leichnam wurde seziert und das Gehirn mit einem Gewicht von 1465 Gramm entnommen, da es der Verstorbene zu Lebzeiten der Anatomie vermacht hatte.

## Grabstätte
Rüdiger fand seine letzte Ruhestätte am 27. August 1896 auf dem Alten Südlichen Friedhof in München (Gräberfeld 17 – Reihe 13 – Platz 38/39) Standort.

## Werk und Leistung

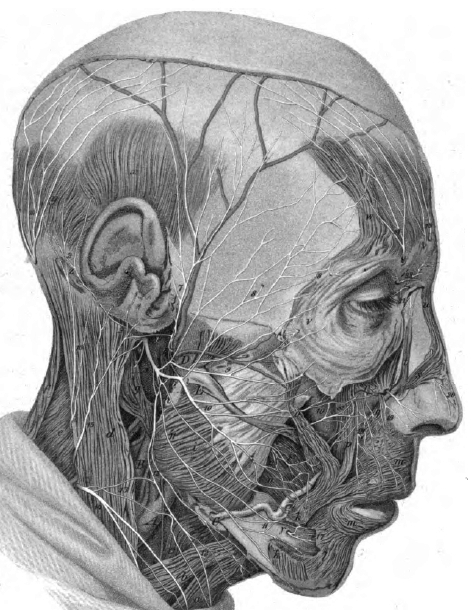
Neuroanatomische Bildtafel nach einem Präparat Rüdingers (1868)

Rüdingers Aufstieg vom einfachen Barbiergehilfen zum international bekannten und in weiten Kreisen hoch geachteten Anatomieprofessor war beispiellos. Mit seinem handwerklichen Geschick bereicherte er die Sammlung der anatomischen Anstalt in München um zahlreiche hervorragende Präparate aus eigener Anfertigung, ab 1870/71 insbesondere auch von Durchschnitten an gefrorenen Leichen nach der Methode Pirogows. Zudem erfand er mit der Karbolinjektion eine neuartige Methode zur Konservierung von Leichen. Er verfasste etwa 90 selbstständige wissenschaftlichen Abhandlungen und Schriften. Schwerpunkte seiner Arbeit waren die makroskopische Anatomie des Nervensystems, des Ohres sowie des Schädels. Neben seinem eigenen Fachgebiet widmete er sich aber auch der Histologie, Embryologie, Anthropologie und vergleichenden Anatomie und erntete für seine Forschungen große Anerkennung.
Pionierarbeit leistete er durch den erstmaligen Einsatz der Fotografie von Weichpräparaten als Grundlage anatomischer Illustrationen, womit er durchschlagenden Erfolg hatte. Sein 1861 erschienener Atlas des peripherischen Nervensystems des menschlichen Körpers basierte auf Aufnahmen seiner Präparate durch den königlich bayerischen Hoffotografen Joseph Albert. Mit Abbildungen von bisher nicht erreichter Naturtreue erregte Rüdinger weltweites Aufsehen. Günstige Sonderausgaben seiner Werke machten diese zudem einer breiten Leserschaft zugänglich. Karl Wilhelm von Kupffer schrieb 1897: „Das Zusammenwirken des vorzüglichsten Prosectors der Zeit mit einem künstlerisch begabten, auf seinem Gebiete bahnbrechenden Photographen […] feierte einen Triumph, der bisher nicht übertroffen worden ist und Rüdinger’s Namen überall, wo Anatomen arbeiteten und lehrten, Glanz verlieh.“
Rüdinger war auch ein begabter Lehrer seines Faches. Für die Studenten fertigte er beispielsweise nach acht verschiedenen Sagittalschnitten des Rumpfes ein besonders anschauliches und naturgetreues, aufklappbares Modell aus Pappmaché, das auch als Scheiben-Toni bekannt war.
Am 15. Juni 1886 nahm er in der Münchner Residenz die Obduktion und die anschließende Einbalsamierung von König Ludwig II. von Bayern vor.

## Ämter und Mitgliedschaften
- Anthropologische Gesellschaft, München (Gründungsmitglied und Vorsitzender über neun Jahre)
- Senckenbergische naturforschende Gesellschaft, Frankfurt a. M. (korrespondierendes Mitglied)
- K. k. Gesellschaft der Ärzte in Wien (korrespondierendes Mitglied)
- Schwedische Gesellschaft der Ärzte, Stockholm (korrespondierendes Mitglied)
- Société de l’Otologie et de Laryngologie, Paris (Ehrenmitglied)[10]

## Preise und Auszeichnungen
- Goldene Medaille und Gratification der Holländischen Gesellschaft der Wissenschaften in Haarlem (19. Mai 1866)
- Eisernes Kreuz II. Klasse (am weiß-schwarzen Band für Nichtkombattanten)
- Kriegsdenkmünze 1870/71
- Königlich-bayerischer Verdienstorden vom Hl. Michael III. Klasse
- Bayerischer Militärverdienstorden I. Klasse (Ritter)[10]

## Posthume Ehrungen
- Nikolaus-Rüdinger-Straße im 23. Münchener Stadtbezirk Allach-Untermenzing
- Straßenbenennung in Erbes-Büdesheim, Baugebiet Eicherwald[11]

## Werke (Auszug)
- Die Gelenknerven des menschlichen Körpers, Erlangen 1857. (Online)
- Ein Beitrag zur Mechanik der Aorten- und Herzklappen, Erlangen 1857. (Online)
- Atlas des peripherischen Nervensystems des menschlichen Körpers. Nach der Natur photographirt von Jos. Albert k. b. Hofphotograph in München, München 1861.
- Über neu-entdeckte Nervenschlingen innerhalb des Wirbelkanals. In: Ärztliches Intelligenz-Blatt München,  8 (1861), S. 80. München 1861.
- Über die Verbreitung des Sympathicus in der animalen Röhre, dem Rückenmark und Gehirn, München 1863. (Online)
- Ein Beitrag zur Anatomie und Histologie der Tuba Eustachii, München 1865. (Online)
- Über die Rückenmarksnerven der Baucheingeweide, München 1866
- Atlas des menschlichen Gehörorganes, München 1866–1875.
- Monatsschrift für Ohrenheilkunde, Berlin 1867–1870. (Herausgeber)
- Die Muskeln der vorderen Extremitäten des Reptilien u. Vögel mit besonderer Rücksicht auf die analogen u. homologen Muskeln bei den Säugethieren u. dem Menschen. Eine von der Gesellschaft der Wissenschaften in Haarlem gekrönte Preisschrift. In: Natuurkundige verhandelingen von de Hollandsche maatschappij der wetenschappen te Haarlem, 1868; archive.org.
- Die Anatomie des peripherischen Nervensystems des menschlichen Koerpers für Studirende und Aerzte, München 1868–1870.
- Beiträge zur Histologie des Gehörorganes, München 1870.
- Beiträge zur Histologie des mittleren Ohres, München 1872.
- Über den Canalis facialis in seiner Beziehung zum siebenten Gehirnnerv beim Erwachsenen. In: Monatsschrift für Ohrenheilkunde, 7 (1873), S. 69–71. Berlin 1873.
- Topographisch-chirurgische Anatomie des Menschen. Stuttgart 1873–1878; Band 3: Textarchiv – Internet Archive.
- Über die künstlichen Schädelumformungen. In: Correspondenz-Blatt der Deutschen Gesellschaft für Anthropologie, Ethnologie und Urgeschichte, 7 (1874). Braunschweig 1874.
- Über die willkürlichen Verunstaltungen des menschlichen Körpers. Populärer Vortrag, gehalten am 28. März 1874 im Liebig’schen Hörsaal im Auftrage des Volksbildungsvereins-Ausschusses in München, Berlin 1874.
- Die Fossa jugularis und ihre individuelle Grössenverschiedenheit. In: Monatsschrift für Ohrenheilkunde, 9 (1875), S. 1–8. Berlin 1875.
- Beiträge zur Anatomie des Gehörorgans, der venösen Blutbahnen der Schädelhöhle, sowie der überzähligen Finger, München 1876.
- Über den Aquaeductus vestibuli des Menschen und des Phyllodactylus europaeus. In: Zeitschrift für Anatomie und Entwicklungsgeschichte, Jahrgang 1877, S. 214–230. Leipzig 1877.
- Vorläufige Mitteilungen über die Unterschiede der Grosshirnwindungen nach dem Geschlecht beim Foetus und Neugeborenen mit Berücksichtigung der angeborenen Brachycephalie und Dolichocephalie. In: Beiträge zur Anthropologie und Urgeschichte Bayerns, München 1877.
- Beiträge zur Morphologie des Gaumensegels und des Verdauungsapparates, Stuttgart 1879; Textarchiv – Internet Archive.
- Ein Beitrag zur Anatomie der Affenspalte und der Interparietalfurche beim Menschen nach Race, Geschlecht und Individualität. In: Beiträge zur Anatomie und Embryologie,  S. 186–198. Bonn 1882. (Festschrift für J. Henle)
- Ein Beitrag zur Anatomie des Sprachcentrums. In: Beiträge zur Biologie, Stuttgart 1882. (Festschrift für Th. L. W. von Bischoff)
- Über das Sprachzentrum im Stirnhirn. In: Monatsschrift für Ohrenheilkunde, 16 (1882), S. 71, 90, 159, 179. Berlin 1882.
- Zur Anatomie der Prostata, des Uterus masculinus und der Ductus ejaculatorii beim Menschen, München 1883.
- Über Hirne von neugeborenen und erwachsenen Mikrocephalen. In: Sitzungsberichte der Königl. Bayerischen Akademie der Wissenschaften zu München, Mathematisch-physikalische Klasse, 15 (1885), S. 112–117. München 1885.
- Mittheilungen über einige mikrocephale Gehirne. In: Münchener medizinische Wochenschrift, 33 (1886), S. 161, 185, 205. München 1886.
- Beiträge zur Anthropologie und Urgeschichte Bayerns, München 1887. (Herausgeber)
- Das Hirn Gambetta’s. In: Sitzungsberichte der Königl. Bayerischen Akademie der Wissenschaften zu München, Mathematisch-physikalische Klasse, 16 (1887). München 1887.
- Über die Abflußkanäle der Endolymphe des inneren Ohres. In: Sitzungsberichte der Königl. Bayerischen Akademie der Wissenschaften zu München, Mathematisch-physikalische Klasse, 16 (1887). München 1887.
- Über künstlich deformirte Schädel und Gehirne von Südseeinsulanern (Neue Hebriden). In: Sitzungsberichte der Königl. Bayerischen Akademie der Wissenschaften zu München, Mathematisch-physikalische Klasse, 16 (1887). München 1887.
- Zur Anatomie und Entwickelung des inneren Ohres. In: Allgemeine Medizinische Centralzeitung, Jahrgang 1888. Berlin 1888.
- Zur Entwickelung der häutigen Bogengänge des inneren Ohres. In: Sitzungsberichte der Königl. Bayerischen Akademie der Wissenschaften zu München, Mathematisch-physikalische Klasse, Jahrgang 1888. München 1888.
- Über die Hirnschlagadern und ihre Einschließung in Knochencanälen. In: Archiv für Anatomie und Entwickelungsgeschichte, Jahrgang 1888, S. 97–108. o. O. 1888.
- Die Bildung der primären und sekundären Augenblasen bei Triton alpestris. In: Sitzungsberichte der Königl. Bayerischen Akademie der Wissenschaften zu München, Mathematisch-physikalische Klasse, Jahrgang 1889. München 1889.
- Cursus der topographischen Anatomie, München 1891.
- Über die Umbildung der Lieberkühn’schen Drüsen durch die Solitärfollikel im Wurmfortsatz des Menschen. In: Sitzungsberichte der Königl. Bayerischen Akademie der Wissenschaften zu München, Mathematisch-physikalische Klasse, Jahrgang 1891. München 1891.
- Die Rassen-Schädel und Skelette in der Königlichen Anatomischen Anstalt in München. Nach dem Bestande von 1889, Braunschweig 1892.
- Über die Wege und Ziele der Hirnforschung. Festrede gehalten in der öffentlichen Sitzung der k. b. Akademie der Wissenschaften zu München am 22. November 1893, München 1893.
- Über absichtliche Schädelumbildung. In: Correspondenz-Blatt der Deutschen Gesellschaft für Anthropologie, Ethnologie und Urgeschichte, 1 (1894). Braunschweig 1894.
- Über die Hirne verschiedener Hunderacen. Über die Hirne von Zwillingen. In: Sitzungsberichte der Königl. Bayerischen Akademie der Wissenschaften zu München, Mathematisch-physikalische Klasse, Jahrgang 1894, S. 249–255. München 1894.
- Leucocytenwanderung in den Schleimhäuten des Darmkanales. In: Sitzungsberichte der Königl. Bayerischen Akademie der Wissenschaften zu München, Mathematisch-physikalische Klasse, Jahrgang 1895. München 1895.